# 雙連潭 (嘉義縣)
雙連潭，又寫為双連潭，是臺灣嘉義縣東石鄉的一個傳統地域名稱，位於該鄉中部略偏東。相較於今日行政區，其範圍大致包括圍潭村西南半部不含西南端、海埔村東南部。

## 歷史
台灣日治初期，雙連潭地區為一街庄（舊制街庄），稱為「雙連潭庄」，隸屬於大坵田西堡。該庄昔日西及西北隔樸仔腳溪（今名朴子溪）與海埔庄為界，東北與圍仔內庄為鄰，東南邊為港墘庄，南邊為洲仔內庄。
1901年（日治明治三十四年）11月11日，全台設置二十廳，該庄隸屬於嘉義廳。1904年（明治三十七年）2月20日，該庄編入「港墘區」，隸屬於嘉義廳。1905年（明治三十八年）7月1日，各區管轄區域調整，該庄仍隸屬於嘉義廳的「港墘區」。1909年（明治四十二年）10月25日，全台整併二十廳為十二廳，該庄仍隸屬於嘉義廳。1910年（明治四十三年）1月18日，各區管轄區域調整，該庄仍隸屬於嘉義廳的「港墘區」。1920年（大正九年）10月1日，全台廢十二廳改設五州二廳，該庄改制為「雙連潭」大字，隸屬於臺南州東石郡東石庄（新制街庄）。
戰後東石庄改制為東石鄉，隸屬於臺南縣，大字亦改制為村。1950年（民國39年）10月25日，雲、嘉、南分治，東石鄉改隸屬於嘉義縣。

## 聚落
本地區發展較早的雙連潭庄舊聚落因朴子溪向南潰堤，一部份人先行遷往雙連潭庄界內東方數里鄰近圍仔內庄建新聚落，因聚落都是新建厝，故稱新厝仔或双連潭新厝仔，而舊双連潭全數庄民則於大正初年連同舊廟一起遷到新厝仔鄰邊再度聚集，由現今鄉道嘉12入口一直延伸到圍仔內廟為界線屬双連潭庄地界，在日治時期的官方地圖上也清楚記載，另双連潭聚落舊址則淹沒於現今朴子溪道。

## 交通
縣道168號又稱「嘉朴公路」，是東石至中庄的道路，經過本地區東南部邊界地帶。由該道路西行可前往東石鄉東石市區；東行可前往朴子市、太保市、水上鄉，並止於中庄的縣道165號轉角路口。
鄉道嘉12線是雙連潭至湖底的道路，其西側端點（起點）位於本地區南部邊界地帶的縣道168號路口。